# Ито Умэко
Ито Умэко (яп. 伊藤梅子 ито: умэко) — супруга первого премьер-министра Японии Ито Хиробуми. При рождении носила фамилию Кита (яп. 木田).

## Биография
Родилась в княжестве Тёсю в городе Симоносеки в конце периода Эдо. Была приёмной дочерью. В юности работала гейшей в городе Нагато, носила имя Умэ (яп. 梅). В апреле 1866 года вышла замуж за Ито Хиробуми, выкупившего её, и сменила имя на Умэко.
Сочиняла стихи «вака», владела английским языком, благодаря чему считается образцовой женой и матерью.
Старшая дочь Умэко, Икуко, вышла замуж за журналиста и политика Суэмацу Кэнтё, младшая, Асако, — за дипломата Ниси Гэнсиро.

Ито Умэко